# 1937 год в спорте
Список 1937 год в спорте описывает спортивные события, произошедшие в 1937 году.

## СССР
- Чемпионат СССР по боксу 1937;
- Чемпионат СССР по классической борьбе 1937;
- Чемпионат СССР по шахматам 1937;

### Баскетбол
- Созданы клубы:
  - «Армия» (Тбилиси);
  - «Буревестник» (Ленинград);
  - «Спартак» (Москва);

### Футбол
- Кубок СССР по футболу 1937;
- Кубок УССР по футболу 1937;
- Турне сборной Басконии по СССР 1937 года;
- Чемпионат СССР по футболу 1937;
- Созданы клубы:
  - «Буревестник» (Москва);
  - «Искра» (Смоленск);
  - «Космос-Кировец»;
  - «Рыбинск»;
  - СКВО (Ростов-на-Дону);

## Международные события
- Чемпионат Европы по баскетболу 1937;
- Чемпионат Европы по боксу 1937;
- Чемпионат Европы по фигурному катанию 1937;
- Чемпионат мира по лыжным видам спорта 1937;
- Чемпионат мира по снукеру 1937;
- Чемпионат мира по тяжёлой атлетике 1937;
- Чемпионат мира по фигурному катанию 1937;
- Чемпионат мира по хоккею с шайбой 1937;

### Шахматы
- Матч за звание чемпиона мира по шахматам 1937;
- Матч за звание чемпионки мира по шахматам 1937;
- Турнир за звание чемпионки мира по шахматам 1937;
- Шахматная олимпиада 1937;